# Taflfélag Garðabæjar
Taflfélag Garðabæjar – islandzki klub szachowy z siedzibą w Garðabær, dwukrotny mistrz kraju.

## Historia
Klub został założony 17 listopada 1980 roku. W sezonie 1991/1992 zdobył mistrzostwo kraju. W 1993 roku klub zadebiutował w Pucharze Europy. W fazie grupowej zespół wygrał z Barbican Chess Club i przegrał z Volmakiem Rotterdam, zajmując piąte miejsce w grupie (gr. 1) i nie awansując do fazy finałowej. W sezonie 2021/2022 zespół zajął drugie miejsce w mistrzostwach Islandii, ulegając jedynie Taflfélag Reykjavíkur. W 2023 roku zespół zdobył drugie w swojej historii mistrzostwo kraju. W składzie drużyny znajdowali się wówczas m.in. Iwan Czeparinow, Gawain Jones, Hjörvar Steinn Grétarsson, Hannes Stefánsson, Justin Tan i Karen Mowsisjan.

## Arcymistrzowie w historii klubu
- Stellan Brynell[8]
- Johan-Sebastian Christiansen[8]
- Iwan Czeparinow[7]
- Daniel Fernandez[9]
- Hjörvar Steinn Grétarsson[8]
- Jon Ludvig Hammer[7]
- Gawain Jones[8]
- Karen Mowsisjan[8]
- Gábor Nagy[8]
- Helgi Ólafsson[8]
- Hannes Stefánsson[8]
- Justin Tan[10]
- Robin van Kampen[8]